# Flughafen Sonoma County

i7
i11
i13
Der Charles M. Schulz–Sonoma County Airport (IATA-Code: STS, ICAO-Code: KSTS) ist ein öffentlicher Flughafen auf 39 m Seehöhe, 11 km nordwestlich von Santa Rosa, im Sonoma County, Kalifornien, in den Vereinigten Staaten. Die Fläche des Flughafens beträgt 455 Hektar. Er hat zwei Asphaltpisten mit 1586 und 1829 Metern Länge.

## Geschichte
Im Jahre 1941 erwarb der Landkreis 339 Acres (137 ha) Ackerland und begann mit dem Bau einer Start- und Landebahn unter Verwendung von Zuschussmitteln der Zivilluftfahrtbehörde (Vorgänger der Federal Aviation Administration). Die US-Armee übernahm 1942 und fügte 826 Acres (334 ha) hinzu, verlängerte die ursprüngliche Landebahn, baute eine zweite Landebahn, fügte Rollwege, Vorfeldbereiche und andere Einrichtungen hinzu. Der Flugplatz wurde Santa Rosa Army Airfield benannt. Zwei der von der Armee gebauten Hangars sind noch heute in Gebrauch. Sonoma County übernahm 1946 wieder den Betrieb des Flughafens für den zivilen Luftverkehr.
Von Ende der 1940er bis Mitte der 1970er Jahre bedienten Southwest Airways und die Nachfolger Pacific Air Lines, Air West und Hughes Airwest Santa Rosa. Southwest Airways Douglas DC-3 gefolgt von Pacific. In späteren Jahren betrieb Southwest Airways Martin 2-0-2 und Martin 4-0-4, und gelegentlich flog die Fairchild F-27. Air West und Hughes Airwest Fairchild F-27 flogen hauptsächlich nach San Francisco. Commuter Airlines flogen STS bis 2001 nach San Francisco (SFO) sowie zu verschiedenen Zeiten nach San Jose (SJC). 1969 führte Golden Pacific Airlines (1969–1973) jeden Wochentag sechs Hin- und Rückflüge zwischen dem Flughafen und SFO sowie Direktflüge nach Eureka, Lake Tahoe, Reno, Stockton und Ukiah mit Beechcraft 99 Zubringer-Turboprops durch Mitte der 1970er Jahre flog Eureka Aero nonstop nach Eureka und Sacramento. 1985 flogen Westates Airlines Convair CV-580-Turboprops mehrere Monate lang nonstop nach Los Angeles, bevor sie den Betrieb einstellten. Ihr Zeitplan vom Juli 1985 listete 38 Hin- und Rückflüge pro Woche zwischen STS und LAX auf. Weitere Turboprop-Flüge waren American Eagle Fairchild Swearingen Metroliners, die von Wings West Airlines für American Airlines nonstop nach SFO und San Jose SJC durchgeführt wurden. Ende 1989 flog American Eagle drei Swearingen Metro pro Tag nach SFO und vier pro Tag nach SJC. 1995 führte Reno Air Express den Codeshare BAe Jetstream 31 Nonstop-Service von Eureka/Arcata aus durch, Reno und San Jose wurden von Mid Pacific Air im Auftrag von Reno Air angeflogen.
Mitte der 1980er Jahre schloss United Airlines eine Code-Sharing-Vereinbarung mit WestAirab, einer Zubringerfluggesellschaft, die zuvor STS mit Cessna 402 und de Havilland Canada DHC-6 Twin Otter nach San Francisco bedient hatte. WestAir flog dann bis 2001 als United Express nach SFO. Westair betrieb Embraer EMB-110 Bandeirante, Short 360, BAe Jetstream 31 und Embraer EMB-120 Brasilia Turboprops.
1989 kam der Jet-Service in Santa Rosa an, als WestAir, die als United Express operierte, begann, vier Wochentage BAe 146-200 nonstop nach Los Angeles zu fliegen, die bald durch Embraer EMB-120 Brasilia-Turboprops ersetzt wurden, wobei dieser Service nach LAX dann 1991 endete. Die Westair BAe 146s waren die einzigen Düsenflüge von Santa Rosa, bis Allegiant Air-Jets am 19. Mai 2016 auftauchten, gefolgt von American Eagle am 16. Februar 2017. WestAir operierte früher als Stol Air Commuter und flog Britten-Norman Islander und Trislander nach San Francisco. United Express verließ Santa Rosa im Jahr 2001 (und kehrte erst 2017 zurück), da der Flughafen Anfang und Mitte der 2000er Jahre mehrere Jahre lang keinen planmäßigen Passagierflugverkehr hatte.
Im März 2007 wurde der Flugdienst wieder aufgenommen. Horizon Air, eine Tochtergesellschaft von Alaska Airlines, nahm Flüge nach Seattle/Tacoma und Los Angeles, mit Bombardier Q400 Propjets auf. Horizon fügte dann Ende 2007 Flüge nach Portland, Oregon, Anfang 2008 nach Las Vegas und Mitte 2012 nach San Diego hinzu.
Anfang 2011 gab Alaska Airlines bekannt, dass sie ihre Marke Horizon zurückziehen werde, und alle von Horizon durchgeführten Flüge werden unter dem Namen Alaska Airlines durchgeführt. Im Juni 2012 beendete die Fluggesellschaft die Flüge von STS nach Las Vegas. Als Teil einer Vereinbarung zwischen dem Flughafen, Alaska Airlines und der örtlichen Weintourismusbranche wurde im Januar 2012 bekannt gegeben, dass Passagiere auf allen Alaska Airlines-Flügen vom Flughafen aus kostenlos eine Kiste mit 12 Flaschen Wein aufgeben dürfen. Alle Alaska Airlines-Flüge von Santa Rosa werden derzeit mit Embraer E175-Regionaljets mit 76 Sitzen betrieben. E 175 fliegen derzeit nonstop nach Burbank, Los Angeles, Orange County, Portland, San Diego und Seattle.

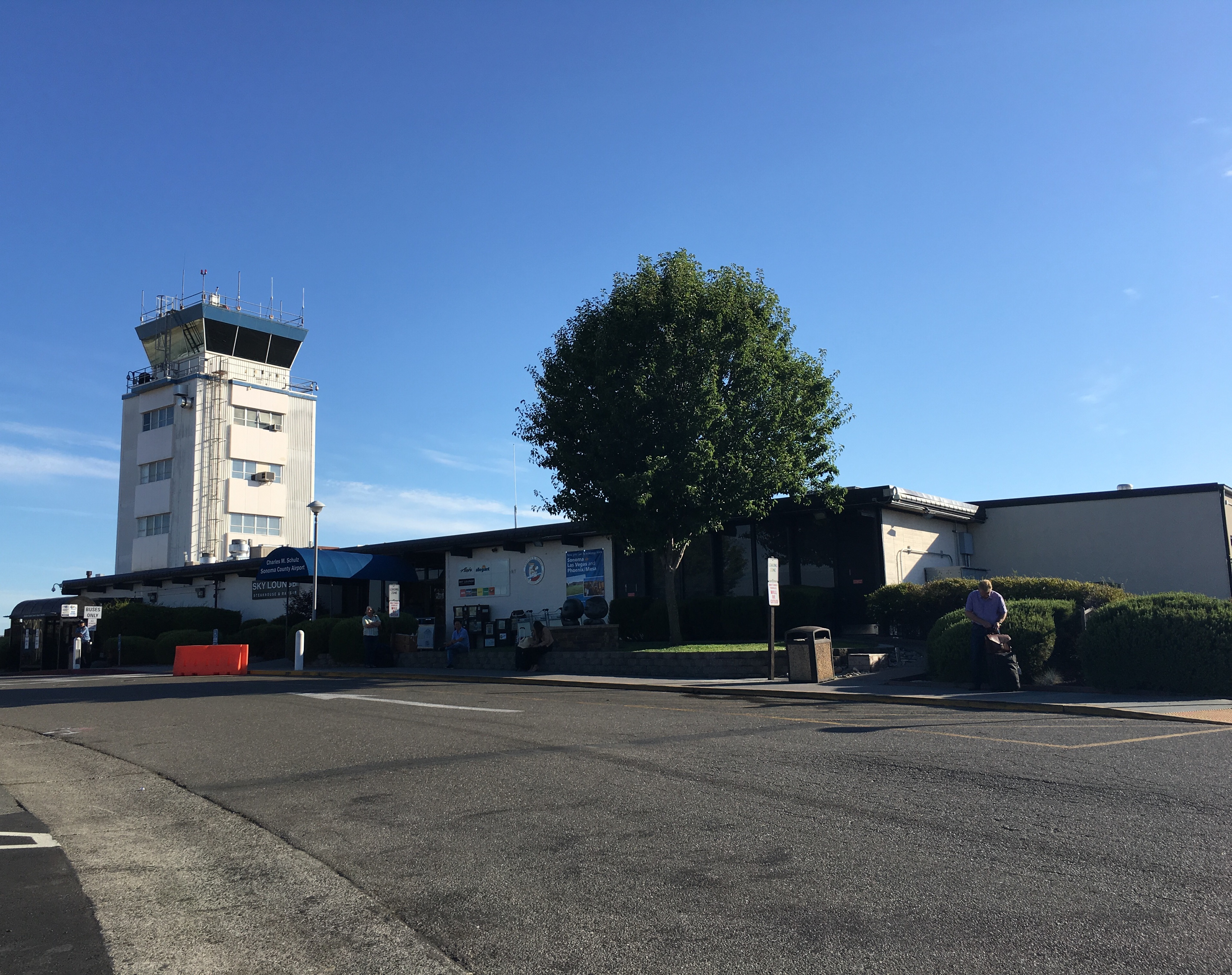

Im März 2016 kündigte Allegiant Air an, McDonnell Douglas MD-83 nonstop zum Las Vegas McCarran International Airport und nonstop zum Phoenix-Mesa Gateway Airport (IWA) zu fliegen. Der Las-Vegas-Flug begann am 19. Mai 2016 und der Phoenix-Flug einige Tage später. Zu dieser Zeit war die MD-83 das größte Flugzeug, das jemals nach Santa Rosa geflogen war. Am 19. Oktober 2016 wechselte Allegiant vom MD-83 mit 166 Sitzen zum Airbus A319 mit 155 Sitzen. Allegiant beendete Flüge nach Phoenix-Mesa am 2. Januar 2017 und nach Las Vegas am 30. Juni 2017 und bedient Santa Rosa nicht mehr. Im Oktober 2016 kündigte American Airlines an, am 16. Februar 2017 den Nonstop-Service zwischen Santa Rosa und ihrem Drehkreuz in Phoenix (PHX) aufzunehmen. Der tägliche Codeshare-Flug wurde von SkyWest Airlines als American Eagle mit Canadair CRJ-700 durchgeführt. American Eagle fügte dann einen zweiten Nonstop-CRJ-700-Hin- und Rückflug nach Phoenix hinzu und betreibt derzeit einen Canadair CRJ-900-Hin- und Rückflug pro Tag zwischen Phoenix und Santa Rosa. American Eagle kündigte an, ab dem 3. Mai 2019 Embraer 175 nonstop nach Los Angeles (LAX) und nonstop nach Dallas/Fort Worth (DFW) zu fliegen. American Eagle führt derzeit Nonstop-Jet-Flüge nach PHX und saisonal nach DFW von Santa Rosa durch.
Im Februar 2017 kündigte United Express ihre Rückkehr nach Santa Rosa mit dreimal täglicher Verbindung zum Drehkreuz von United Airlines in San Francisco (SFO) an. Die Flüge begannen am 8. Juni 2017. SkyWest Airlines Canadair CRJ-200 führen die Codesharing-Flüge für United durch. United Express kündigte an, am 8. März 2019 Nonstop-Regionaljets vom Typ CRJ-200 nach Denver aufzunehmen. Im März 2017 kündigte Sun Country Airlines einen saisonalen Nonstop-Service zwischen Santa Rosa und Minneapolis/St. Paul nach Boston, John F. Kennedy International Airport in New York und Ronald Reagan Washington National Airport an. Sun Country operierte dann weiterhin vom Flughafen aus, hatte jedoch alle Verbindungen zum nationalen Flughafen Ronald Reagan Washington eingestellt und bediente zu diesem Zeitpunkt stattdessen den Flughafen Washington Dulles. Im Mai 2018 kündigte Sun Country Airlines überraschend an, zusätzlich zu ihrem saisonalen Nonstop-Service zwischen dem Flughafen und MSP ein neues saisonales Ziel von Santa Rosa mit Nonstop-Flügen zwischen STS und Las Vegas (LAS) hinzuzufügen. Die Sun Country-Flotte besteht aus Boeing 737-700 und 737-800, den damals größten Flugzeugtypen, die den Flughafen bedienten.[25] Sun Country verließ den Flughafen Anfang 2020.

## Flugbetrieb
Im Jahre 2021 wurden 216.059 Passagiere befördert.
Im Jahre 2022 haben 91.430 Flugbewegungen stattgefunden, davon 33.258 lokale Bewegungen, 39.817 Zwischenlandungen, 9.819 Air-Taxi-Flüge, 404 militärische Flüge und 8.132 Frachtflüge. 263 einmotorige und 35 zweimotorige Flugzeuge, 22 Jetflugzeuge und 14 Helikopter waren 2022 hier stationiert.
Die wichtigsten Fluggesellschaften für den Flughafen sind heute Alaska Airlines, Avelo Airlines und American Airlines.

## Bahnanbindung
Nach der Reaktivierung der vorbeiführenden Bahnstrecke durch die Sonoma-Marin Area Rail Transit erhielt der Flughafen eine eigene Haltestelle, die vom Flughafengebäude aber etwa 2 Kilometer entfernt liegt.